# Kartasura

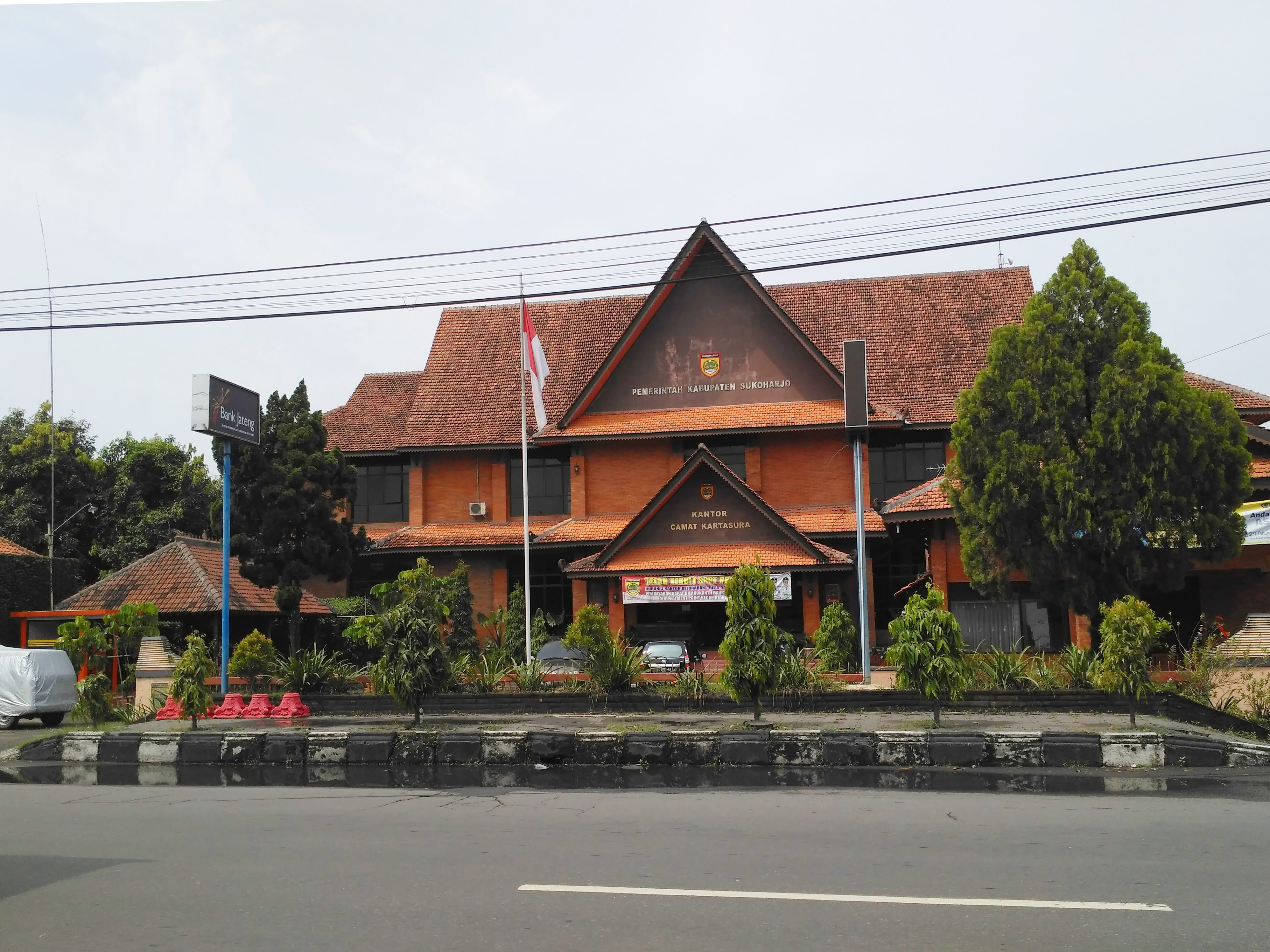
Oficina del distrito de Kartasura, Sukoharjo.

Kartasura o Kartasuro  (en javanés: ꦏꦂꦠꦱꦸꦫ), tambiénllamado Kartosuro) es el nombre de un subdistrito de la isla de Java, en Indonesia, y una ciudad satélite de Surakarta, situada en la región de Java Central.
Históricamente fue una de las capitales del Sultanato de Mataram, durante el periodo 1680 - 1755. Durante el siglo XVII Mataram fue el principal Estado de Java. Se conservan en ella las ruinas de dos complejos palaciegos de esta época.